# Raymond Aron
Pour les articles homonymes, voir Aron.
Raymond Aron, né le 14 mars 1905 dans le 6e arrondissement de Paris, mort le 17 octobre 1983 dans le 4e arrondissement de Paris, est un philosophe, sociologue, politologue, historien et journaliste français.
D'abord ami et condisciple de Jean-Paul Sartre et Paul Nizan à l'École normale supérieure, il devient un ardent promoteur du libéralisme lors de la montée des totalitarismes, à contre-courant du milieu intellectuel pacifiste et de gauche qui dominait. Il dénonce ainsi dans son ouvrage le plus célèbre, L'Opium des intellectuels, l'aveuglement et la bienveillance des intellectuels à l'égard des régimes communistes.
Pendant trente ans, Aron est éditorialiste au quotidien Le Figaro. Durant ses dernières années, il travaille à L'Express. En 1978, il fonde la revue intellectuelle Commentaire pour défendre et éclairer les principes qui devraient régir une société libérale. Poursuivant l'aventure avec une autre perspective, sous un autre titre, il coopère à une revue, Contrepoint , fondée par trois étudiants de Sciences-Po en mai 1970 sans avoir de liens avec les cofondaeurs.
Il enseigne pendant trente ans, notamment à l'Institut d'études politiques de Paris et à l'École des hautes études en sciences sociales et devient titulaire de la chaire de « Sociologie de la civilisation moderne » au Collège de France en 1970. Il est un commentateur reconnu de Marx, Clausewitz, Kojève et Sartre.
Grâce à des compétences et des centres d'intérêt multiples (en économie, sociologie, philosophie, relations internationales, géopolitique), il se distingue et acquiert une grande réputation auprès des intellectuels. Ses convictions libérales et atlantistes lui attirent de nombreuses critiques venant des partisans de la gauche et de la droite. Il garde néanmoins tout au long de sa vie un ton modéré.
Il est élu en 1963 à l'Académie des sciences morales et politiques.

## Jeunesse et études

### Famille
Raymond Claude Ferdinand Aron est issu d'une famille juive et d'un milieu aisé des deux côtés. Il est le fils de Gustave Émile Aron (1870-1934) et Suzanne Levy (1877-1940). Son grand-père maternel, Léon Levy, possédait une usine de textile dans le nord de la France.
Sa famille paternelle vient de Lorraine où elle est établie depuis la fin du XVIIIe siècle. Son grand-père paternel, Isidore (dit Ferdinand) Aron, est grossiste en textile à Rambervillers, puis Nancy (Lorraine). Un de ses grand-oncles paternels, Paul Aron, est le père de Max Aron, médecin biologiste à la faculté de médecine de Strasbourg. Ferdinand, le grand-père paternel de Raymond, prédit à celui-ci à sa naissance une grande carrière.
Gustave Aron refuse de prendre la suite de l'affaire familiale et fait de brillantes études de droit ; il publie des travaux juridiques, mais n'étant reçu que deuxième à l'agrégation de droit alors qu'un seul poste est attribué, il abandonne la perspective d'enseigner à l'université et devient professeur de droit à l'École normale supérieure de l'enseignement technique. Il arrête de travailler au début du XXe siècle, vit dès lors de l'héritage familial et fait construire une maison à Versailles en 1913-1915 avec un court de tennis. La famille Aron retourne ensuite à Paris. Après la guerre, Gustave Aron investit en bourse, mais sa fortune est perdue du fait de la crise économique de 1929 et il est obligé de reprendre un emploi. Il meurt en 1934 d'une crise cardiaque,. La mère de Raymond meurt en juin 1940 à Vannes.
Cette fortune familiale permet aux trois enfants Aron de mener une vie aisée et de faire de bonnes études. Le frère aîné de Raymond, Adrien Aron (1902-1969), étudie au lycée Hoche à Versailles et poursuit par une classe de mathématiques supérieures et une licence en droit, mais il est plus attiré par une vie facile et devient un grand joueur de tennis et de bridge et mène une vie de « flambeur », à l'opposé de Raymond et au grand dam de leur père. Avant la naissance d'Adrien, la mère a accouché d'un enfant mort-né. Après Raymond vient un troisième garçon, Robert Aron, qui obtient une licence en droit et en philosophie, publie une étude sur Descartes et Pascal et après son service militaire entre dans l'administration de la Banque de Paris et des Pays-Bas (devenue en 1982 Paribas, qui est ensuite rachetée en 2000 par la BNP pour former BNP Paribas), selon certains grâce à Raymond, qui jouait régulièrement au tennis avec son directeur.
Raymond Aron épouse en 1933 Suzanne Gauchon (1907-1997), d'ascendances dauphinoise et lyonnaise. Ils ont trois filles : Dominique Schnapper, sociologue et membre du Conseil constitutionnel de 2001 à 2010, Emmanuelle et Laurence.

### Études
Il étudie au lycée Hoche à Versailles, où il obtient son baccalauréat en 1922. Il est élève en khâgne au lycée Condorcet (Paris) d'octobre 1922 à 1924,, puis est reçu à l'École normale supérieure de la rue d'Ulm. Ses camarades sont alors Pierre-Henri Simon, Paul Nizan, Georges Canguilhem et Jean-Paul Sartre. Paul Nizan est un véritable ami pour lui, au moins pendant ses années à l'École normale supérieure. Il admire aussi bien Paul Nizan que Jean-Paul Sartre pour leur intelligence et juge le premier meilleur écrivain (il admire Aden Arabie mais aime moins Les Chiens de garde), le second meilleur philosophe. Il est alors influencé par les idées pacifistes du philosophe Alain, dont il se détachera à partir des années 1930. Engagé politiquement, Aron milite quelque temps à la SFIO. En 1927, il signe avec ses condisciples la pétition, parue le 15 avril dans la revue Europe, contre la loi sur l'organisation générale de la nation pour le temps de guerre, qui abroge toute indépendance intellectuelle et toute liberté d’opinion. Son nom côtoie ceux d'Alain, Lucien Descaves, Louis Guilloux, Henry Poulaille, Jules Romains et Séverine.
En 1928, Aron est reçu premier à l'agrégation de philosophie alors que Sartre est recalé à l'écrit avant d'être à son tour reçu premier l'année suivante et avec un total de points supérieur à Aron l'année précédente. Emmanuel Mounier est second. Il effectue son service militaire à l'Office national de la météorologie au fort de Saint-Cyr,. Aron se rend à partir de 1930 en Allemagne, où il étudie un an à l'université de Cologne, puis de 1931 à 1933 à Berlin, où il est pensionnaire de l'Institut français créé en 1930 et fréquente l'université de Berlin. Il observe alors la montée du totalitarisme nazi et relate le phénomène dans ses Mémoires.
En 1938, il obtient son doctorat ès lettres avec la thèse Introduction à la philosophie de l'histoire. Sa thèse complémentaire est l'Essai sur la théorie de l'histoire dans l'Allemagne contemporaine.

## Carrière professionnelle

### Parcours professoral et années de guerre
Il revient en France en 1933 tandis que Sartre est à son tour pensionnaire à l'Institut français de Berlin. Il enseigne un an la philosophie au lycée du Havre (le lycée François-Ier, où Sartre lui succédera également) et vit à Paris jusqu'en 1940. Il est alors secrétaire du Centre de documentation sociale de l'École normale supérieure et professeur à l'École normale supérieure d'enseignement primaire à Paris.
En 1935, il publie La sociologie allemande contemporaine, où il introduit l'idée — nouvelle — de la relativité et de l'indéterminisme en sociologie.
Ayant obtenu son doctorat en 1939, il devient maître de conférences en philosophie sociale à la faculté des lettres de Toulouse avant d'être mobilisé dans l'armée française comme sergent à la station météorologique au nord de Mézières.
Le 24 juin 1940, il embarque sur un navire britannique transportant une division polonaise, le HMS Ettrick, à Saint-Jean-de-Luz et rejoint Londres, où il reste jusqu'en 1945. Engagé dans les Forces françaises libres, il devient rédacteur de La France Libre, une revue créée par André Labarthe, indépendante de la France libre et souvent critique vis-à-vis du général de Gaulle. Il fait ainsi sa première expérience de l'écriture journalistique, qu'il n'abandonnera plus jusqu'à sa mort. Il côtoie Stéphane Hessel et Daniel Cordier durant leur entraînement militaire en Angleterre. Ils resteront amis.
En 1944, le doyen de l'université de Bordeaux lui propose la chaire de sociologie, mais il refuse puisqu'il veut s'orienter vers le journalisme (il regrettera ce choix plus tard).
Une fois la guerre achevée, il s'installe à Paris et devient professeur à l'École nationale d'administration, où il donne des cours entre 1945 et 1947. De 1948 à 1954, il est professeur à l'Institut d'études politiques de Paris, et il y enseignera encore en 1958 ; ce dernier cours fera l'objet d'une publication sous le nom de Démocratie et Totalitarisme. Aron s'implique dans la vie de l'établissement en jouant un rôle clef dans la création de l'Association française de science politique avec des enseignants de l'école, et en devenant membre du Conseil de perfectionnement de l'IEP en 1957, poste qu'il conserve jusqu'en 1968. Il donne des cours également au début des années 1960 et donne son dernier cours, appelé « Théorie des crises internationales », en 1965-1966. Lorsque Sciences Po crée son école doctorale, il assure des enseignements, notamment avec Jean-Baptiste Duroselle.
Il est chargé d'enseignement dès 1955 et, à partir de 1958, professeur à la faculté des lettres et sciences humaines de l'université de Paris. En 1960, il est élu directeur d'études à l'École pratique des hautes études, et conserve cette fonction jusqu'en 1983. En 1970, il devient professeur au Collège de France, titulaire de la chaire « Sociologie de la civilisation moderne » ; il quitte le Collège en 1978.
Il crée en 1960 le Centre de sociologie européenne avec pour assistant Pierre Bourdieu, qui en est alors le secrétaire et en prendra la direction en 1968.
En 1978, il fonde avec notamment Alain Ravennes le CIEL (Comité des intellectuels pour l'Europe des libertés) et, avec l'aide de Jean-Claude Casanova, il crée la revue Commentaire. Un Centre d'études de philosophie politique porte le nom de Centre Raymond-Aron à l'École des hautes études en sciences sociales, boulevard Raspail à Paris (EHESS).
Il est élu en 1963 à l'Académie des sciences morales et politiques, au fauteuil de Gaston Bachelard. Il fait graver sur son épée une citation d’Hérodote : « nul homme n’est assez dénué de raison pour préférer la guerre à la paix ».

### Journalisme

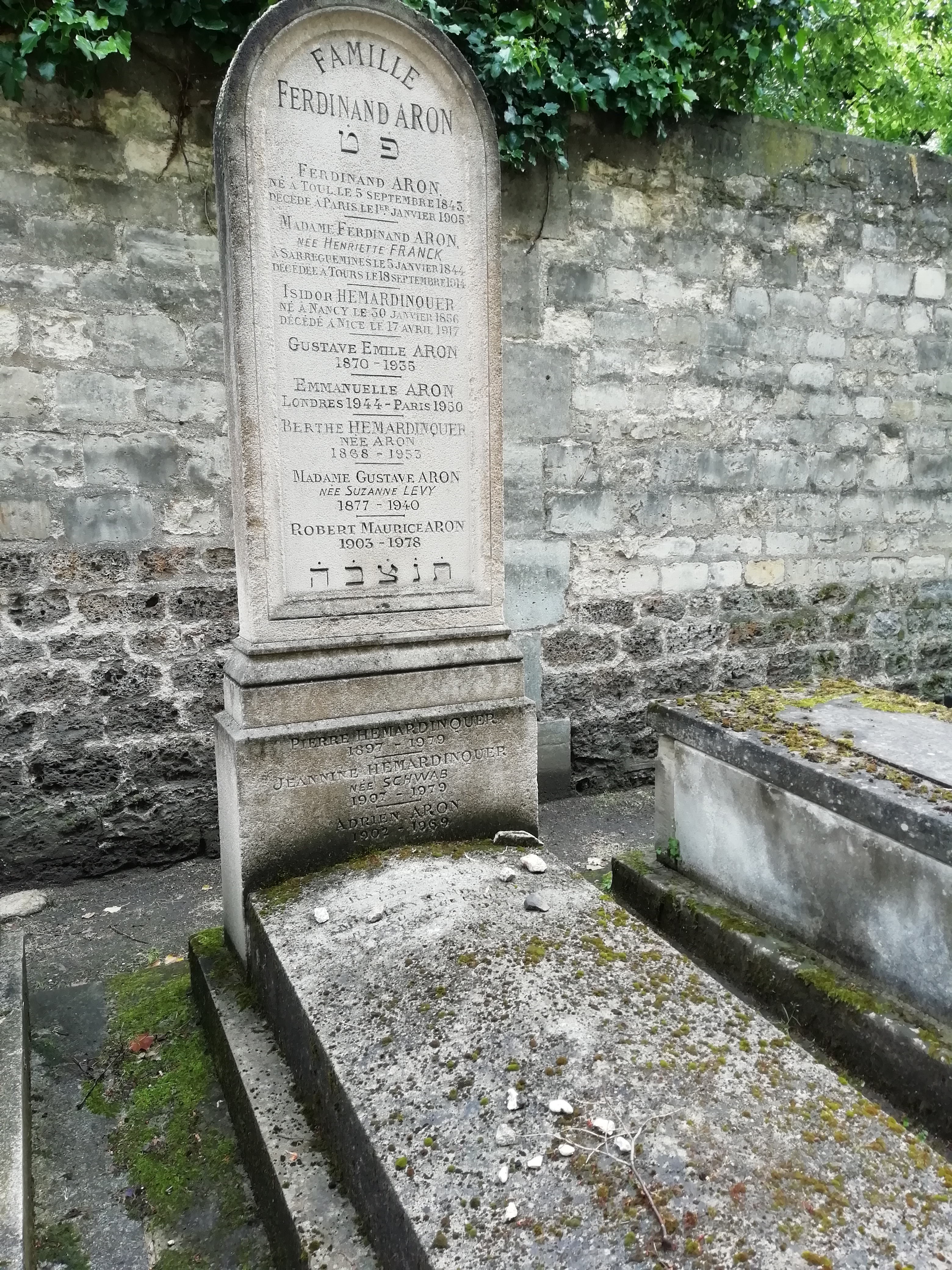
Tombe de Raymond Aron au cimetière du Montparnasse (division 24).

À la suite de son expérience de rédaction dans la revue La France libre et Combat, il se lance après la guerre dans le journalisme, qu'il ne quittera plus jusqu'en 1983. En 1945, il fonde avec Sartre la revue Les Temps modernes. De 1946 à 1947, il collabore au journal Combat avec Albert Camus.
En 1947, en désaccord avec Sartre, Aron quitte la rédaction des Temps modernes et rejoint Le Figaro comme éditorialiste, poste qu'il occupe jusqu'en 1977. De 1965 à 1966, il est président de la société des rédacteurs. De 1975 à 1976, il est membre du directoire de la société. De 1976 à 1977, il est directeur politique du journal.
Il quitte Le Figaro en 1977 et rejoint le magazine L'Express comme président du comité directeur, poste qu'il occupe jusqu'à sa mort. Parallèlement, il est chroniqueur à la radio Europe 1 de 1968 à 1972.

### Mort
Le 17 octobre 1983, il meurt d'une crise cardiaque à l'âge de 78 ans, alors qu'il quitte le palais de justice de Paris, situé dans le 4e arrondissement, après avoir témoigné en faveur de Bertrand de Jouvenel lors du procès qui oppose ce dernier à Zeev Sternhell.
Il est inhumé dans le caveau familial du cimetière du Montparnasse (division 24).

## Engagement politique
Élève à l'École normale supérieure, Raymond Aron s'inscrit à la SFIO. Séjournant à Berlin, Aron assiste aux autodafés organisés par le régime nazi en mai 1933. Cette catastrophe politique lui inspire une profonde aversion pour les régimes totalitaires, qu'il ne cessera de dénoncer dans ses écrits. Ses convictions de gauche, pacifistes et socialistes, évoluent. En 1938, il participe au colloque Walter Lippmann, qui réunit des intellectuels et économistes libéraux venus débattre à Paris de l'avenir de la démocratie face au totalitarisme.
Mobilisé en septembre 1939 dans un poste météorologique des Ardennes, il rejoint Bordeaux pendant la débâcle. Séparé de son détachement au début de juin pour aller voir sa mère mourante à Vannes, il le retrouve brièvement à Toulouse, où il décide de gagner l'Angleterre pour s'engager auprès du général de Gaulle. Il part à Bayonne et embarque à Saint-Jean-de-Luz pour le 23 juin 1940. Sur le bateau, L'Ettrick, un transatlantique britannique transportant une division polonaise, il fait la rencontre de René Cassin. À Londres, il s'engage dans les Forces françaises libres et retrouve Robert Marjolin, qui travaille pour Jean Monnet. Il adopte une opinion paradoxale à propos de Philippe Pétain : bien que le choix de celui-ci mise de fait sur la victoire de l'Allemagne nazie, il indique également que la décision a le mérite d'avoir épargné le sang et les camps de travail à des millions de Français ; de plus, il n'accorde pas un soutien sans faille à de Gaulle dont il redoute le césarisme. Au Reform Club, il fait la connaissance de Lionel Robbins et de Friedrich Hayek. Envoyé à Aldershot, il est brièvement engagé dans la 1re compagnie des chars de combat au sein des Forces françaises libres, où il est affecté aux écritures. Le 22 juillet, il rencontre à Carlton Gardens André Labarthe, qui le convainc d'abandonner son unité en août, quelques jours avant l'embarquement pour l'opération Menace, pour devenir rédacteur en chef de la revue La France Libre (Londres), qu'il est en train de créer. Il écrit sous le nom de René Avord. Son premier article s'intitule « Le machiavélisme, doctrine des tyrannies modernes ». En 1943, l'article « L'ombre des Bonaparte », paru dans La France libre, est considéré comme une attaque contre le chef de la France combattante, qui ne se voit pas sans agacement comparé à Badinguet.
Dans ses Mémoires, il écrit : « Dans mon milieu, imprégné de hégélianisme et de marxisme, l’adhésion au communisme ne faisait pas scandale, l’adhésion au fascisme ou au PPF était simplement inconcevable. De tous, dans ce groupe, j’étais le plus résolu dans l’anticommunisme, dans le libéralisme, mais ce n’est qu’après 1945 que je me libérai une fois pour toutes des préjugés de la gauche. » Il conçoit néanmoins pour le philosophe Karl Marx une admiration qui n'a d'égale que son mépris pour le courant « marxiste-léniniste ».
Le paradoxe est bien le maître-mot de cet intellectuel controversé, qui développe un sens critique toujours en éveil face au politique. À la Libération, il accepte un poste de conseiller au ministère de l'Information, dirigé par André Malraux. Il s'engage au sein du RPF dès 1947 et anime la revue intellectuelle du Rassemblement, La Liberté de l'esprit.
Dénonçant pendant les années 1950 et les années 1960 le « conformisme marxisant » de l'intelligentsia française, il devient l'intellectuel de droite de l'époque face à Sartre, qui symbolise l'intellectuel de gauche. Ils se rejoindront bien plus tard, en 1979, pour déplorer le sort réservé aux boat-people fuyant le régime communiste vietnamien sur la mer de Chine dans des embarcations de fortune.
Dans L'Opium des intellectuels, paru en 1955, il traite des « mythes » que constituent à ses yeux la révolution ou le prolétariat et écrit notamment : « La fin sublime excuse les moyens horribles. Moraliste contre le présent, le révolutionnaire est cynique dans l’action, il s'indigne contre les brutalités policières, les cadences inhumaines de la production, la sévérité des tribunaux bourgeois, l'exécution de prévenus dont la culpabilité n'est pas démontrée au point d'éliminer tous les doutes. Rien, en dehors d'une « humanisation » totale, n'apaisera sa faim de justice. Mais qu'il se décide à adhérer à un parti aussi intransigeant que lui contre le désordre établi, et le voici qui pardonnera, au nom de la Révolution, tout ce qu'il dénonçait infatigablement. Le mythe révolutionnaire jette un pont entre l'intransigeance morale et le terrorisme. […] Rien n'est plus banal que ce double-jeu de la rigueur et de l'indulgence. »
Esprit indépendant, il n'hésite pas à prendre le contre-pied d'une partie de la droite. Ainsi, il préconise de renoncer à l'Algérie française dès avril 1957 (La Tragédie algérienne) et se rallie à l'indépendance de l'Algérie avant 1962. Il s'oppose à la politique anti-atlantiste du général de Gaulle après 1966. Il soutient le coup d’État du général Pinochet au Chili en 1973 en estimant que celui-ci permettrait de prévenir une guerre civile.
Il soutient Georges Pompidou, puis Valéry Giscard d'Estaing, et combat François Mitterrand après 1981. Avant son élection, il estime que le candidat socialiste créerait « une situation redoutable pour le pays et pour la garantie de nos libertés ».
Peu avant sa mort, en octobre 1983, il estime que la percée électorale du Front national est « moins grave que d’accepter quatre communistes au conseil des ministres ».

### Aron et la CIA
En juin 1950 à Berlin, est fondé le Congrès pour la liberté de la culture. Jusqu'en 1967, lors de la révélation du financement de cette organisation par la CIA, Aron, cofondateur, est membre suppléant de son comité exécutif. La revue Preuves, elle aussi secrètement financée par la CIA, est une tribune pour Aron. Dans ses Mémoires, il affirme avoir ignoré le financement par la CIA et souligne qu'il ne l'aurait probablement pas toléré s'il l'avait su, mais il ne veut pas renier sa participation et oppose la liberté dont il profitait à la discipline des membres des organisations communistes. Aron était invité à l'université Harvard pour donner un cours et percevait à ce titre un salaire de 10 000 $. En 1966, de Gaulle s'oppose à sa nomination au Comité des 12 sages.

## Pensée philosophique
Raymond Aron, « spectateur engagé », a tenté de concilier l'étude et l'action tout au long de sa vie.
Il écrit ainsi au sujet de Max Weber, sociologue allemand dont il s'inspira : « On ne peut être en même temps homme d’action et homme d’études, sans porter atteinte à la dignité de l’un et de l’autre métier, sans manquer à la vocation de l’un et de l’autre. Mais on peut prendre des positions politiques en dehors de l’université, et la possession du savoir objectif, si elle n’est peut-être pas indispensable, est à coup sûr favorable à une action raisonnable ». Plus loin, on trouve cette déclaration : « Max Weber interdisait au professeur de prendre parti dans les querelles du Forum, à l’intérieur de l’université, mais il ne pouvait pas ne pas considérer l’action, au moins par la parole ou par la plume, comme l’aboutissement de son travail ».

### Aron et Marx
Aron a longtemps étudié et enseigné Karl Marx, notamment à la Sorbonne. Aron l'estime, mais réfute ce qu’il considère être « ses prophéties ». Marxologue reconnu, il se qualifiait volontiers, non sans ironie, de marxien.
« Je suis arrivé à Tocqueville à partir du marxisme, de la philosophie allemande et de l'observation du monde présent […]. Je pense presque malgré moi prendre plus d'intérêt aux mystères du Capital qu'à la prose limpide et triste de la Démocratie en Amérique. Mes conclusions appartiennent à l'école anglaise, ma formation vient de l'école allemande », a-t-il écrit. Tout cela parce que « j'ai lu et relu les livres de Marx depuis 35 ans ».
Le marxisme est présenté par Aron succinctement dans Dix-huit leçons sur la société industrielle, de manière un peu plus développée dans Les étapes de la pensée sociologique dans un ouvrage publié à titre posthume, Le Marxisme de Marx.

### Aron et le totalitarisme
Rejoignant la théorie d'Hannah Arendt sur le totalitarisme, il en propose la définition opératoire suivante :
« Il me semble que les cinq éléments principaux sont les suivants :
1. Le phénomène totalitaire intervient dans un régime qui accorde à un parti le monopole de l'activité politique.
2. Le parti monopolistique est animé ou armé d'une idéologie à laquelle il confère une autorité absolue et qui, par suite, devient la vérité officielle de l'État.
3. Pour répandre cette vérité officielle, l'État se réserve à son tour un double monopole, le monopole des moyens de force et celui des moyens de persuasion. L'ensemble des moyens de communication, radio, télévision, presse, est dirigé, commandé par l'État et ceux qui le représentent.
4. La plupart des activités économiques et professionnelles sont soumises à l'État et deviennent, d'une certaine façon, partie de l'État lui-même. Comme l'État est inséparable de son idéologie, la plupart des activités économiques et professionnelles sont colorées par la vérité officielle.
5. Tout étant désormais activité d'État et toute activité étant soumise à l'idéologie, une faute commise dans une activité économique ou professionnelle est simultanément une faute idéologique. D'où, au point d'arrivée, une politisation, une transfiguration idéologique de toutes les fautes possibles des individus et, en conclusion, une terreur à la fois policière et idéologique. […] Le phénomène est parfait lorsque tous ces éléments sont réunis et pleinement accomplis. »

### Aron et Sartre
On a souvent opposé Sartre et Aron. Le premier serait toujours à la pointe des événements, « progressiste » et inséré dans la « lutte révolutionnaire ». Le second, analysant en retrait le déroulement de l'histoire sans sacrifier aux modes, avec le recul d'un sociologue ou d'un historien qui ne se veut ni doctrinaire, ni moraliste, mais libre et sans lien avec aucune « école de pensée ». Politiquement, Sartre a rejoint le camp de l'antiaméricanisme et du soutien (non sans critiques) du PCF et de l'URSS, alors qu'Aron se rapproche de celui de la démocratie libérale et de l'anticommunisme.
Alors qu'ils étaient amis dans leur jeunesse, ils se brouillent à partir de 1947, lors d'un débat radiophonique où Sartre, opposé à l'ancien résistant Pierre de Bénouville, compare de Gaulle à Hitler. Il demande alors à Aron de les départager, ce qu'il refuse, sans pour autant soutenir Bénouville. Par la suite, les désaccords iront grandissants. Aron rejoint le RPF gaulliste, quand Sartre co-fonde le Rassemblement démocratique révolutionnaire, un nom que l'intellectuel libéral juge oxymorique, estimant que la révolution souhaitée par Sartre ne peut pas être démocratique. Lors des évènements de Mai 68, Aron a d'abord un élan de sympathie pour les étudiants révoltés, avant de critiquer les débordements qu'il juge pseudo-révolutionnaires. Sartre, qui soutient le mouvement, étrille violemment son ancien ami : « Je mets ma main à couper qu'Aron ne s'est jamais mis en cause et c'est pour cela qu'il est, à mes yeux, indigne d’être professeur. Il faut, maintenant que la France entière a vu de Gaulle tout nu, que la France entière pût regarder Aron tout nu ». Aron répond calmement à ces attaques, dénonçant des arguments que « même un démagogue de bas étage n'aurait pas utilisés ».
Ils se réconcilient en 1979, lors de leur soutien aux boat people, un an avant la mort de Sartre, qu'Aron appelle « mon petit camarade ». Il lui rendra ensuite hommage dans ses Mémoires.
Dans l'ouvrage intitulé La Blessure, récit autobiographique de l'écrivain et journaliste Jean Daniel, publié chez Grasset en 1992, on trouve l'origine de l'aphorisme Plutôt avoir tort avec Sartre que raison avec Aron : Jean Daniel, excédé par une réaction de Raymond Aron, avait dit à Claude Roy qu'il était « plus facile d'avoir tort avec Sartre qui "trucule, exubère et effervesce" (Claudel) que d'avoir raison dans la morosité avec Aron. ».

### Aron et les relations internationales

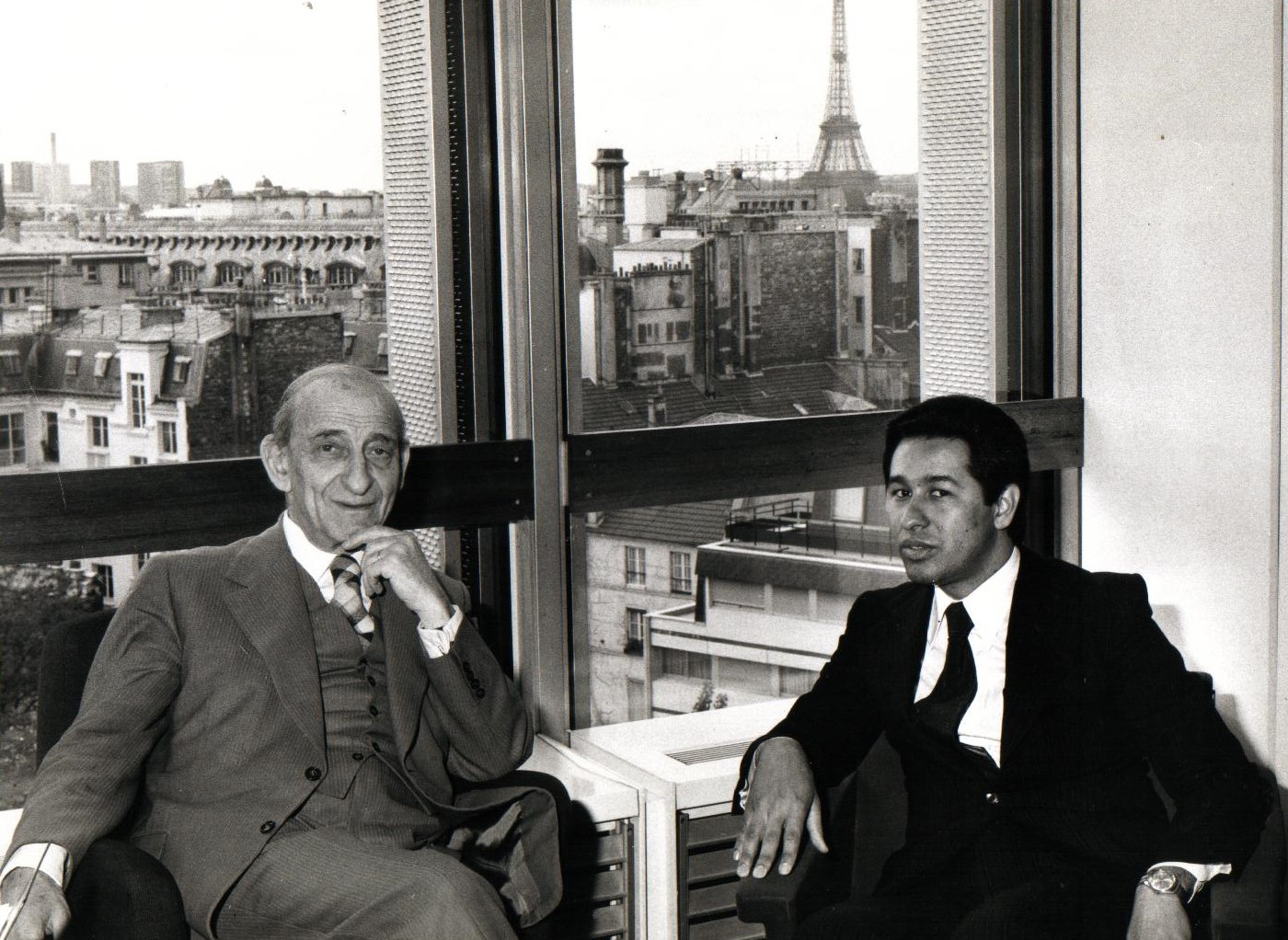
Raymond Aron et un étudiant vénézuélien, Ignacio Quintana, à Paris.

Aron est un théoricien des relations internationales. Il est fortement influencé par Clausewitz et Max Weber.
Pour lui, les relations internationales sont spécifiques et distinctes de la politique interne aux États. Dans les relations internationales, il y a « légitimité et légalité du recours à la force armée de la part des acteurs » : « Max Weber définissait l'État par le monopole de la violence légitime. Disons que la société internationale est caractérisée par l'absence d'une instance qui détienne le monopole de la violence légitime. » (Qu'est-ce qu'une théorie des relations Internationales ?, RFSP, 1967).
Il considère qu'il ne peut y avoir de théorie générale des relations internationales, et refuse la conception causale (explicative) pour choisir une conception compréhensive à travers l'analyse sociologique des buts que peuvent poursuivre les États. C'est cette « praxéologie » des relations internationales qu'Aron tentera d'élaborer dans Paix et guerre entre les nations (1962). Il décrit les relations internationales comme dominées symboliquement par deux acteurs, le soldat et le diplomate.
Chaque État peut recourir à la guerre pour trois raisons :
- la puissance ;
- la sécurité ;
- la gloire.

Aron définit les systèmes internationaux comme des « ensembles d'unités en interactions régulières susceptibles d'être impliquées dans une guerre générale ». « La caractéristique d'un système international est la configuration des rapports de force ».
Il faut distinguer les systèmes multipolaire et bipolaire.
Il faut distinguer les systèmes homogènes (ceux dans lesquels les États appartiennent au même type, obéissent à la même conception du politique), et les systèmes hétérogènes (ceux dans lesquels les États sont organisés selon des principes autres et se réclament de valeurs contradictoires).
En effet, la conduite d'un État n'est pas commandée par le seul rapport de force. Les intérêts nationaux ne peuvent pas être définis sans tenir compte du régime intérieur d'un État, de son idéal politique. Le système international est déterminé par des valeurs qui existent au sein des États, et ces valeurs influencent la stabilité du système. Aron s'inscrit ici dans la tradition du réalisme « classique » en relations internationales, celui de Edward Hallett Carr, Hans Morgenthau ou Henry Kissinger. Cette orientation sera remise en cause lors de l'avènement des théories systémiques comme le néo-réalisme de Kenneth Waltz (Theory of international politics, 1979).
La contribution de Raymond Aron à la théorie des relations internationales est originale. Si une interprétation conventionnelle de Paix et guerre entre les nations place Aron dans la catégorie des auteurs réalistes, avec Edward Hallett Carr, Hans Morgenthau, ou encore Henry Kissinger qui revendique l'influence d'Aron, il faut remarquer que sa conception des relations internationales est assez différente de celles de ces auteurs. Ses réflexions sur la guerre et la stratégie à l'âge nucléaire ont eu une influence importante aussi bien dans le domaine de la recherche universitaire que dans le domaine de l'action diplomatico-stratégique. Il développe de manière précoce une pensée du nucléaire et des modifications que les armes atomiques introduisent dans la compétitions entre grandes puissances.
Il est donc difficile de classer Aron dans une école particulière, puisque sa pensée même est hostile à une telle catégorisation. Pour certains auteurs, elle constitue plutôt une approche sociologique des relations internationales qui s'inscrit dans une tradition libérale,. Ainsi, des similitudes remarquables existent entre la pensée de Raymond Aron et l'École anglaise (représentée notamment par Hedley Bull, Adam Watson, etc.) : dans les deux cas, les institutions communes, les valeurs et les normes sont reconnues comme la marque de l'existence d'une « société internationale » qui bien qu'anarchique possède un certain degré de régulation dans les relations entre ses membres.

## Influence

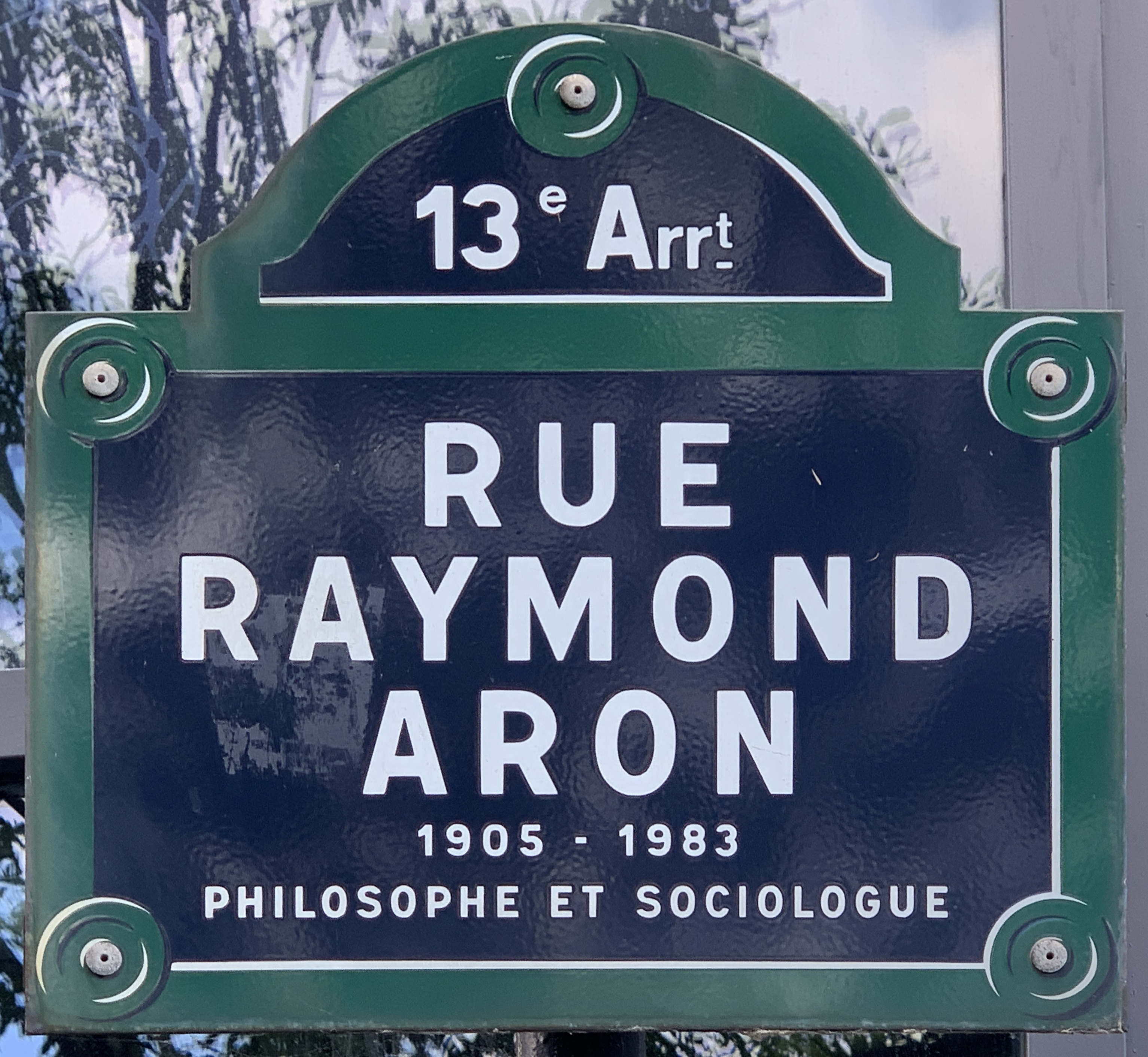
Plaque de la rue Raymond-Aron dans le.

De nombreuses figures suivent son enseignement : Jean Baechler, Alain Besançon,, Raymond Boudon,, Pierre Bourdieu (leur relation se rompt cependant en raison d'un différend sur Mai 68),, Jean-Claude Casanova, Julien Freund,, André Glucksmann, Pierre Hassner, Stanley Hoffmann,, Henry Kissinger,, Pierre Manent, Albert Palle, Jean-Jacques Salomon.
Beaucoup de figures participent ou ont participé à la revue Commentaire, qui peut être qualifiée de « revue aronienne ». À travers elle existe ainsi une école de pensée aronienne, d'un libéralisme tempéré, teinté de conservatisme, tourné vers le monde anglo-saxon.
Aron est également, avec François Furet, l'un de ceux qui ont contribué à faire redécouvrir Alexis de Tocqueville, auquel il consacre un chapitre dans Les Étapes de la pensée sociologique (1967).

## Œuvres

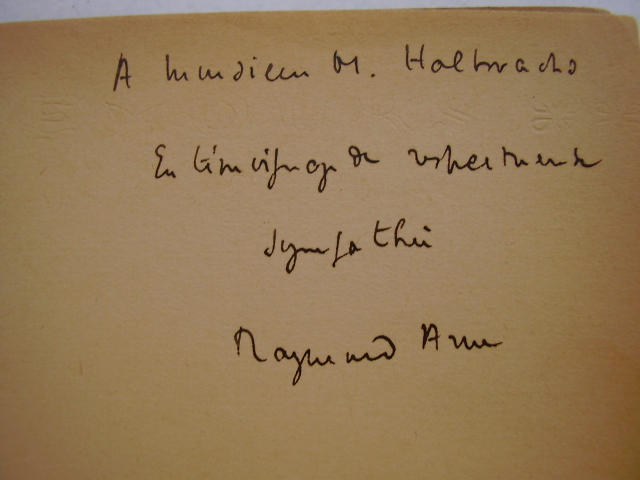
Envoi de R. Aron à Maurice Halbwachs sur La Sociologie allemande contemporaine, Paris, Alcan, 1935.
Ouvrage conservé à la Bibliothèque de sciences humaines et sociales Paris Descartes-CNRS.

Les œuvres complètes de Raymond Aron ont été établies par Perrine Simon et Élisabeth Dutartre aux éditions Julliard avec la Société des amis de Raymond Aron en 1989.
- La Sociologie allemande contemporaine, Paris, Alcan, 1935
- Introduction à la philosophie de l'histoire. Essai sur les limites de l'objectivité historique, Paris, Gallimard, 1938
- Essai sur la théorie de l'histoire dans l'Allemagne contemporaine. La philosophie critique de l'histoire, Paris, Vrin, 1938
- L'Homme contre les tyrans, New York, La Maison française, 1944
- De l'armistice à l'insurrection nationale, Paris, Gallimard, 1945
- L'Âge des empires et l'Avenir de la France, Paris, Défense de la France, 1945
- Chroniques de guerre. « La France Libre », 1940-1945, Gallimard, 1945
 Rassemble les trois livres précédents. Nouvelle édition avec introduction de Jean-Marie Soutou et appareil critique de Christian Bachelier, Gallimard, 1990.
- Les Français devant la Constitution (en collaboration avec Francis Cleirens), Paris, Défense de la France, 1946
- Le Grand Schisme, Paris, Gallimard, 1948
- Les Guerres en chaîne, Paris, Gallimard, 1951
- La Coexistence pacifique. Essai d'analyse, Paris, Monde nouveau, 1953
Sous le pseudonyme de « François Houtisse », signalé par Boris Souvarine[90].
- L'Opium des intellectuels, Paris, Calmann-Lévy, 1955
- Polémiques, Paris, Gallimard, 1955
- La Tragédie algérienne, Paris, Plon, 1957
- Espoir et peur du siècle. Essais non partisans, Paris, Calmann-Lévy, 1957
- L'Algérie et la République, Paris, Plon, 1958
- La Société industrielle et la Guerre suivi d'un Tableau de la diplomatie mondiale en 1958, Paris, Plon, 1959
- Immuable et changeante. De la IVe à la Ve République, Paris, Calmann-Lévy, 1959
- Dimensions de la conscience historique, Paris, Plon, 1961
- Paix et guerre entre les nations, Paris, Calmann-Lévy, 1962
- Le Grand Débat. Initiation à la stratégie atomique, Paris, Calmann-Lévy, 1963
- Dix-huit leçons sur la société industrielle, Paris, Gallimard, 1963
- La Lutte des classes, Paris, Gallimard, 1964
- Essai sur les libertés, Paris, Calmann-Lévy, 1965
- Démocratie et Totalitarisme, Paris, Gallimard, 1965
- Trois essais sur l'âge industriel, Paris, Plon, 1966
- Les Étapes de la pensée sociologique, Paris, Gallimard, 1967
- De Gaulle, Israël et les Juifs, Paris, Plon, 1968
- La Révolution introuvable. Réflexions sur les événements de mai, Paris, Fayard, 1968
- Les Désillusions du progrès, Paris, Calmann-Lévy, 1969
- D'une sainte famille à l'autre. Essai sur le marxisme imaginaire, Paris, Gallimard, 1969
- De la condition historique du sociologue, Paris, Gallimard, 1971
- Études politiques, Paris, Gallimard, 1972
- République impériale. Les États-Unis dans le monde (1945–1972), Paris, Calmann-Lévy, 1973
- Histoire et dialectique de la violence, Paris, Gallimard, 1973
Ce livre, qui est un commentaire de la Critique de la raison dialectique de Sartre, fait l'objet d'une analyse par son ancien éditeur Pierre Verstraeten, professeur à l'ULB : L'Anti-Aron, Éditions de la Différence, 2008).
- Penser la guerre, Clausewitz, 2 vol., Paris, Gallimard, 1976
- Plaidoyer pour l'Europe décadente, Paris, Robert Laffont, 1977
- Le Spectateur engagé (entretiens), Paris, Julliard, 1981
- Mémoires. 50 ans de réflexion politique, Paris, Éditions Julliard, 1983, 1082 p.

### À titre posthume
- Les Dernières Années du siècle, Paris, Julliard, 1984
- Études sociologiques, Paris, PUF, 1988[91]
- Une histoire du XXe siècle, anthologie, Paris, Plon, 1996
- Raymond Aron et Louis Séchan, Introduction à la philosophie de l'histoire, Paris, Éditions de Fallois, 1997, 254 p. (ISBN 2-253-90536-4)
- Le Marxisme de Marx, Paris, Fallois, 2002  (ISBN 2-87706-423-9) ; rééd. poche, 1082 p., Paris, 2004  (ISBN 2-253-10800-6)
- De Giscard à Mitterrand : 1977-1983, éditoriaux parus dans L'Express, préface de Jean-Claude Casanova, Paris, Fallois, 2005, 895 p.  (ISBN 2-87706-570-7)
- Essais sur la condition juive contemporaine, Paris, Tallandier, 2007.
- Liberté et égalité (cours au Collège de France), Paris, Éditions de l'École des hautes études en sciences sociales, 2013
- Jean-Claude Casanova et Jean-Claude Casanova, Aron et De Gaulle, Paris, Calmann Lévy, 2022, 399 p. (ISBN 978-2-702-18360-1, OCLC 1350349818).
- Critique de la pensée sociologique : Cours au Collège de France (1970-1971 et 1971-1972), 2023, Éditions Odile Jacob,  (ISBN 978-2738157652),
- Leçons sur l'histoire : Cours au Collège de France (1972-1973 et 1973-1974), 2023, Éditions De Fallois.
- L'Europe selon Aron, recueil de textes de Raymond Aron, textes choisis et préfaces par Joël Mouric, Paris, Clamann-Lévy, Bibliothèque Raymond Aron, 2024.

### Film d'entretiens
- Raymond Aron, spectateur engagé, entretien avec Raymond Aron, durée : 2 h 30, DVD - Montparnasse, 2005

## Décorations
- Officier de la Légion d'honneur (France)[92]
- Croix de guerre 1939-1945 (France)
- Commandeur de l'ordre des Palmes académiques (France)
- Croix Pour le Mérite, version civile (Allemagne)